# Suillus flavus
Suillus flavus är en svampart som beskrevs av William Withering 1796. Från 1910 till 1982 gällde dock att de tidigaste accepterade beskrivningarna var de som gjordes av Elias Fries 1821 och de namn som sanktionerats av honom. Därför har Witherings beskrivning (som dessutom är på engelska) förklarats vara ett nomen illegitimum i enlighet med ICBNs kod artikel 53.1 och Lucien Quélets beskrivning av Viscipellis flava 1886 gäller som den första beskrivningen. Rolf Singer flyttade arten till Suillus 1945.
Många mykologer betraktar Suillus flavus som synonym till Suillus grevillei (lärksopp).